# 1968 في الدنمارك
فيما يلي قوائم الأحداث التي وقعت خلال عام 1968 في الدنمارك.

## سياسة

### تعيين في المنصب
- 2 فبراير – بول هرتلينغ وزير الخارجية [الإنجليزية]‏.

### انتهاء فترة المنصب
- 2 فبراير – جينز أوتو كراغ رئيس وزراء الدنمارك.

## مواليد

### مايو
- 26 مايو – فريدريك ولي عهد الدنمارك دبلوماسي دنماركي.

### يونيو
- 5 يونيو – مارك ريبر لاعب كرة قدم دنماركي.[1]
- 13 يونيو – هنريك راسموسن لاعب كرة قدم.[2]
- 16 يونيو – توربين فرانك لاعب كرة قدم دنماركي.[3]

### أغسطس
- 10 أغسطس – لين رانتالا لاعبة كرة يد دنماركية.
- 27 أغسطس – جوني بردال ملاكم دنماركي.

### أكتوبر
- 6 أكتوبر – بيارنه غولدبيك لاعب كرة قدم دنماركي.[4]

### نوفمبر
- 22 نوفمبر – سيدس بابيت نودسن ممثلة دنماركية.[5]

### ديسمبر
- 25 ديسمبر – هيلينا كريستينسن
- 28 ديسمبر – بريان ستين نيلسن لاعب كرة قدم دنماركي.[6]

## وفيات

### مارس
- 20 مارس – كارل تيودور دراير (مواليد 1889) مخرج أفلام دنماركي.[7]